# Panamericana Televisión
Panamericana Televisión è una rete televisiva peruviana del gruppo Panamericana Televisión S.A.

## Telenovelas trasmesse in Italia
- Carmin

- Pagine della vita (Páginas de la vida)

- Un uomo due donne (La casa de enfrente)